# Luis Nery Caballero
Luis Nery Caballero Chamorro (ur. 22 kwietnia 1990 w Asunción) – paragwajski piłkarz pochodzenia hiszpańskiego występujący na pozycji napastnika, obecnie zawodnik meksykańskiego Atlasu. Jego ojciec Luis Caballero również był piłkarzem.

## Kariera klubowa
Caballero pochodzi ze stołecznego miasta Asunción i jest wychowankiem tamtejszego zespołu Club Olimpia, którego barwy reprezentował w przeszłości jego ojciec Luis Caballero. Treningi w akademii juniorskiej rozpoczął jako piętnastolatek, natomiast do seniorskiej drużyny został włączony w wieku dziewiętnastu lat przez urugwajskiego szkoleniowca Gregorio Péreza. W paragwajskiej Primera División zadebiutował 3 lipca 2009 w przegranym 0:1 spotkaniu z 3 de Febrero, natomiast premierowe gole w najwyższej klasie rozgrywkowej strzelił 23 sierpnia tego samego roku w wygranej 5:1 konfrontacji ze Sportivo Luqueño, kiedy to dwukrotnie wpisał się na listę strzelców. Dwa miesiące później doznał jednak poważnej kontuzji barku, przez co musiał pauzować przez kolejne pół roku. Po powrocie do zdrowia szybko został podstawowym zawodnikiem Olimpii, w wiosennym sezonie Apertura 2011 zdobywając z nią tytuł wicemistrza kraju. Pół roku później, podczas jesiennych rozgrywek Clausura 2011, wywalczył natomiast mistrzostwo Paragwaju, tworząc skuteczny duet napastników z Pablo Zeballosem. W sezonie Apertura 2012 po raz kolejny zanotował tytuł wicemistrzowski.
Latem 2012 Caballero za sumę dwóch milionów euro przeszedł do rosyjskiej drużyny Krylja Sowietow Samara, podpisując z nią trzyletni kontrakt. W Priemjer-Lidze zadebiutował 22 lipca 2012 w zremisowanym 1:1 meczu z Terekiem Grozny, w którym zdobył również pierwszego gola w nowym zespole, skutecznie wykonując rzut karny. Od razu wywalczył sobie miejsce w wyjściowym składzie i w drużynie Kryljów spędził kolejne dwa lata, będąc najlepszym strzelcem ekipy, jednak walczył z nią wyłącznie o utrzymanie na najwyższym szczeblu rozgrywkowym. Na koniec sezonu 2013/2014 spadł ze swoim klubem do drugiej ligi rosyjskiej, a bezpośrednio po tym za półtora miliona euro przeszedł do meksykańskiej drużyny Club Atlas z siedzibą w Guadalajarze. W tamtejszej Liga MX zadebiutował 19 lipca 2014 w zremisowanej 0:0 konfrontacji z Tigres UANL, zaś pierwszego gola zdobył 2 sierpnia tego samego roku w wygranym 4:2 spotkaniu z Chiapas. Mimo regularnej gry nie spełnił jednak pokładanych w nim nadziei, wobec czego po upływie roku został relegowany do roli rezerwowego.
W styczniu 2016 Caballero na zasadzie półrocznego wypożyczenia powrócił do swojego macierzystego Club Olimpia. W sezonie Apertura 2016 wywalczył z nim trzecie w karierze wicemistrzostwo Paragwaju, lecz sam miał niewielki wkład w ten sukces i pełnił głównie rolę alternatywy dla Juliána Beníteza i Fredy'ego Bareiro.
| Sezon     | Klub                   | Kraj     | Rozgrywki        | Mecze | Bramki |
| --------- | ---------------------- | -------- | ---------------- | ----- | ------ |
| 2009      | Club Olimpia           | Paragwaj | Primera División | 14    | 5      |
| 2010      | Club Olimpia           | Paragwaj | Primera División | 27    | 5      |
| 2011      | Club Olimpia           | Paragwaj | Primera División | 23    | 5      |
| 2012      | Club Olimpia           | Paragwaj | Primera División | 21    | 7      |
| 2012/2013 | Krylja Sowietow Samara | Rosja    | Priemjer-Liga    | 27    | 8      |
| 2013/2014 | Krylja Sowietow Samara | Rosja    | Priemjer-Liga    | 28    | 6      |
| 2014/2015 | Club Atlas             | Meksyk   | Liga MX          | 32    | 7      |
| 2015/2016 | Club Atlas             | Meksyk   | Liga MX          | 9     | 1      |
| 2016      | Club Olimpia           | Paragwaj | Primera División | 9     | 1      |
| 2016/2017 | Club Atlas             | Meksyk   | Liga MX          |       |        |

## Kariera reprezentacyjna
W 2009 roku Caballero został powołany przez argentyńskiego szkoleniowca Adriána Corię do reprezentacji Paragwaju U-20 na Mistrzostwa Świata U-20 w Egipcie. Tam pełnił jednak rolę rezerwowego swojej drużyny, rozgrywając trzy z czterech możliwych spotkań (wszystkie po wejściu z ławki) i ani razu nie wpisał się na listę strzelców. Jego drużyna odpadła wówczas z młodzieżowego mundialu w 1/8 finału, przegrywając w nim z Koreą Płd (0:3).
W seniorskiej reprezentacji Paragwaju Caballero zadebiutował za kadencji selekcjonera Francisco Arce, 11 października 2011 w zremisowanym 1:1 spotkaniu z Urugwajem w ramach eliminacji do Mistrzostw Świata 2014. Premierowego gola w kadrze narodowej strzelił natomiast 14 listopada 2012 w wygranym 3:1 meczu towarzyskim z Gwatemalą. W późniejszym czasie ponownie występował w eliminacjach do Mistrzostw Świata 2014, podczas których rozegrał łącznie osiem spotkań, zdobywając gola w konfrontacji z Ekwadorem (1:4), zaś jego drużyna nie zdołała się ostatecznie zakwalifikować na mundial.